# حدس دو سوم میانگین
در نظریه بازی‌ها "حدس ۲/۳ میانگین" یک بازی بدون آگاهی کامل و متقارن گروهی است که در آن هر فرد سعی می‌کند مستقلاً ۲/۳ میانگین حدس‌های همه را حدس بزند، با این فرض که اعداد باید اعدادی حقیقی بین ۰ و ۱۰۰ باشند. به این صورت که در ابتدا هر فرد یک عدد حقیقی بین یک و صد انتخاب می‌کند و در نهایت وقتی همه اعداد خود را انتخاب کردند، میانگین این اعداد محاسبه می‌شود و کسی برندهٔ بازی است که نزدیک‌ترین عدد به ۲/۳ این میانگین را حدس زده باشد.

## تاریخچه
آلان لدو کسی بود که برای اولین بار این بازی را در سال ۱۹۸۱ در مجلهٔ فرانسوی‌اش ژو استراتژی منتشر کرد. او از ۴۰۰۰ خواننده‌ای که به مقدار مشابهی از معماهای قبلی امتیاز کسب کرده بودند خواست تا عددی طبیعی بین ۱ و ۱٫۰۰۰٫۰۰۰٫۰۰۰ انتخاب کنند. برنده کسی بود که نزدیک‌ترین عدد به ۲/۳ میانگین را حدس بزند.

## حالت تعادل
این بازی هیچ استراتژی برد قطعی ای ندارد، اما یک تعادل نش خالص دارد که با حذف کردن راهبردهای مغلوب به دست می‌آید، بدین ترتیب که اگر فرض کنیم همهٔ بازیکن‌ها کاملاً باهوش هستند و از باهوش بودن یکدیگر هم اطلاع دارند. با توجه به این که همهٔ اعداد بین ۰ و ۱۰۰ هستند، هیچ‌کس عددی بزرگتر از ۲/۳ × ۱۰۰ انتخاب نخواهد کرد چرا که تنها وقتی که همهٔ بازیکن‌ها عدد صد را انتخاب کنند میانگین آن‌ها برابر با صد و در نتیجه ۲/۳ میانگین برابر با ۱۰۰ × ۲/۳ می‌شود بدین ترتیب انتخاب عددی بزرگتر از ۲/۳۶۶ کاملاً نامعقول است.

از طرفی، ما فرض کردیم که تمامی بازیکنان کاملاً باهوشند، پس هیچ‌کدام از آن‌ها عددی بزرگتر از ۲/۳ × ۱۰۰ انتخاب نخواهند کرد و بازیکن‌ها هم از این موضوع آگاهند. در نتیجه انگار که شرط مسئله به جای این که اعداد از ۰ تا ۱۰۰ اند به این تبدیل شده که اعداد از ۰ تا ۱۰۰ × ۲/۳ هستند و در نتیجه با استدلالی مشابه انتخاب کردن عددی بزرگ‌تر از ۲/۳ × ۲/۳ × ۱۰۰ نامعقول است و به همین ترتیب، بازهٔ اعداد همین‌طور کوچک‌تر و کوچک‌تر می‌شود تا این که تنها عدد باقی‌مانده صفر باشد.

البته، این نزول در هر حالتی به این شکل رخ نمی‌دهد، برای مثال اگر به جای اعداد حقیقی، اعداد صحیح مد نظر بودند، این روش تا جایی پیش می‌رفت که همهٔ اعداد بزرگتر از یک از حذف می‌شدند و از آن پس انتخاب کردن عدد یک توسط یک بازیکن در صورتی معقول بود که او مطمئن باشد حداقل سه-چهارم افراد هم این کار را خواهند کرد(انتخاب کردن عدد ۱) چرا که در این صورت میانگین اعداد حداقل برابر با ۳/۴ می‌شود و در نتیجه دو-سوم میانگین، می‌شود: ۳/۴ × ۲/۳ = ۱/۲ که همانقدر به صفر نزدیک است که به یک نزدیک است و اگر یک نفر بیشتر یک را انتخاب کند همهٔ کسانی که یک را انتخاب کرده‌اند برنده می‌شوند؛ و در غیر اینصورت (بازیکن بداند که بیشتر از یک-چهارم افراد عدد صفر را انتخاب می‌کنند)، انتخاب کردن صفر انتخاب هوشمندانه‌تری است. این وضعیت از بازی یک حالت نامتوازن از بازی پیروزی اکثریت است (در این بازی برنده کسیست که در اکثریت قرار گیرد).

## نمونه‌های واقعی
این بازی یکی از اولین اتفاقاتی است که در بیشتر کلاس‌های نظریهٔ بازی‌ها رخ می‌دهد؛ و تقریباً در هیچ کلاسی، بدون هماهنگی، افراد صفر را انتخاب نمی‌کنند، جالب اینجاست که در دنیای واقعی و بین مردم عادی معمولاً میانگین عددی بسیار بزرگتر از صفر است برای مثال در بازی‌ای که در اینترنت توسط روزنامهٔ دانمارکی پولیتیکن برگزار شد و جایزهٔ آن ۵۰۰۰ کرون دانمارک بود. در نهایت میانگین حدس‌ها چیزی حدود ۲۱٫۶ دهم بود و ۱۹۱۹۶ نفر هم در آن بازی شرکت کرده بودند. شایان توجه است که تعدادی از شرکت کنندگان حدس‌هایی بسیار نزدیک ۱۰۰ زدند، بسیاری هم حدسشان ۱/۳۳۳ بود که یعنی فرض کرده‌اند بقیه اعدادشان را به صورت تصادفی انتخاب کنند(۱/۳۳۳  = ۵۰ × ۲/۳) تعداد کمتر اما زیاد دیگری از شرکت کنندگاه نیز ۲/۹۳۲۲ را حدس زده بودند که یعنی یک مرحله فکر بیشتر (فرض کرده بودند بقیه ۱/۳۳۳ را انتخاب کنند؛ و البته جواب نهایی هم اندکی کمتر از این مقدار بود.

شما می‌توانید یک نسخه از این بازی که در آن با ۱۰۰ بازدیدکنندهٔ آخر رقابت می‌کنید در اینجا و یک نسخهٔ دیگر آن را نیز در اینجا بازی کنید و نتیجهٔ یکی از بازی‌های انجام شده را در اینجا ببینید.

## برگ برندهٔ بازی
در حقیقت چیزی که در این بازی باعث برنده شدن یک فرد می‌شود، بیشتر از این که منطق و هوش او باشد، شناخت وی از سایر شرکت کنندگان است، بدین ترتیب در دنیای واقعی فردی که خیلی باهوش باشد هم عدد صفر را انتخاب نمی‌کند، مگر این که بداند که همهٔ افراد دیگر هم همانقدر باهوش هستند و همه از باهوش بودن هم آگاهند. حال آنکه حقیقت این نیست و در نتیجه در دنیای واقعی انتخاب کردن عددی بزرگ‌تر از صفر می‌تواند کاملاً منطقی باشد. چرا که ما انجام رفتارهایی غیر هوشمندانه را از دیگران انتظار داریم.
در سال ۱۹۹۵ رزماری ناگل حقایقی را راجع به ظرفیت‌های این گونه بازی‌های حدس زدنی آشکار کرد.
به گفتهٔ وی با توجه به قیاس کینز از مسابقات زیبایی روزنامه‌ها و بازار بورس، اینچنین بازی‌ها قادرند عمق استدلال‌های متوالی شرکت‌کننده‌ها را تشخیص دهند (این بازی با نام مسابقهٔ زیبایی کینز هم شناخته می‌شود.) بازی مسابقهٔ زیبایی ناگل، در اقتصاد آزمایشی بسیار مشهور است.
بعدها در سال ۲۰۰۹ آلان لدو مبدع فراموش شدهٔ بازی در کنار ۴۰۰۰ شطرنج‌باز دیگر در مسابقهٔ زیبایی‌ای که توسط دانشگاه کاسل راه اندازی شده بود شرکت کرد.